# Craig MacTavish
Craig MacTavish (* 15. August 1958 in London, Ontario) ist ein ehemaliger kanadischer Eishockeyspieler und derzeitiger -trainer sowie -funktionär, der von 1980 bis 1996 für die Boston Bruins, Edmonton Oilers, New York Rangers, Philadelphia Flyers und St. Louis Blues in der National Hockey League spielte. Dabei gewann er dreimal mit den Oilers sowie einmal mit den Rangers den Stanley Cup. Er war der letzte Spieler in der NHL, der von der Helmpflicht befreit war. Zuletzt war er bis April 2023 als Assistenztrainer der St. Louis Blues tätig.

## Karriere
Als Junior spielte er für die Universität von Lowell. Beim NHL Amateur Draft 1978 wählten ihn die Boston Bruins in der neunten Runde als 153. aus.
Ab der Saison 1979/80 kam er in der NHL bei den Bruins zum Einsatz. In den ersten Jahren pendelte er zwischen NHL und AHL, wo er für die Binghamton Dusters spielte. Im nächsten Jahr bei den Bruins waren die Springfield Indians seine Mannschaft in der AHL. Statt den Durchbruch in der NHL zu schaffen, verbrachte er seine dritte Spielzeit als Profi überwiegend beim AHL-Team der Erie Blades. Erst in der Saison 1982/83 hatte er sich endlich einen Stammplatz erkämpft. Nachdem er unter Alkoholeinfluss einen Autounfall verursacht hatte, bei dem eine Frau zu Tode gekommen war, durfte er in der Saison 1984/85 nicht spielen und wechselte nach Saisonende zu den Edmonton Oilers.
Nach zwei Stanley-Cup-Siegen verpassten die Oilers in seinem ersten Jahr die Titelverteidigung. Erst 1987 gewann er mit der Mannschaft um Wayne Gretzky erstmals den Cup. MacTavish war stets als kämpferischer Spieler bekannt und geachtet. In seiner neunten Saison mit den Oilers gab man ihn im März 1994 im Tausch für Todd Marchant an die New York Rangers ab. Hier wieder mit Mark Messier vereint, mit dem er in Edmonton bereits dreimal den Stanley Cup gewinnen konnte, gelang ihm sein vierter Cup-Gewinn. Eine seiner Spezialitäten war sein starkes Spiel beim Bully.
Seine nächste Station waren die Philadelphia Flyers um Eric Lindros. Inzwischen war er, da er noch immer ohne Helm spielte, zu einer Attraktion der Liga geworden. Im März 1996 wurde der erfahrene Führungsspieler gegen einen anderen renommierten Akteur getauscht. Von den St. Louis Blues kam Dale Hawerchuk zu den Flyers und MacTavish ging den entgegengesetzten Weg.
Nach Ende der Saison 1996/97 beendete er als letzter Spieler, der noch ohne einen Helm gespielt hatte, seine Karriere. Seit Anfang der 1980er Jahre durften nur noch Spieler ohne Helm spielen, die dies vor Einführung der Regel schon taten.

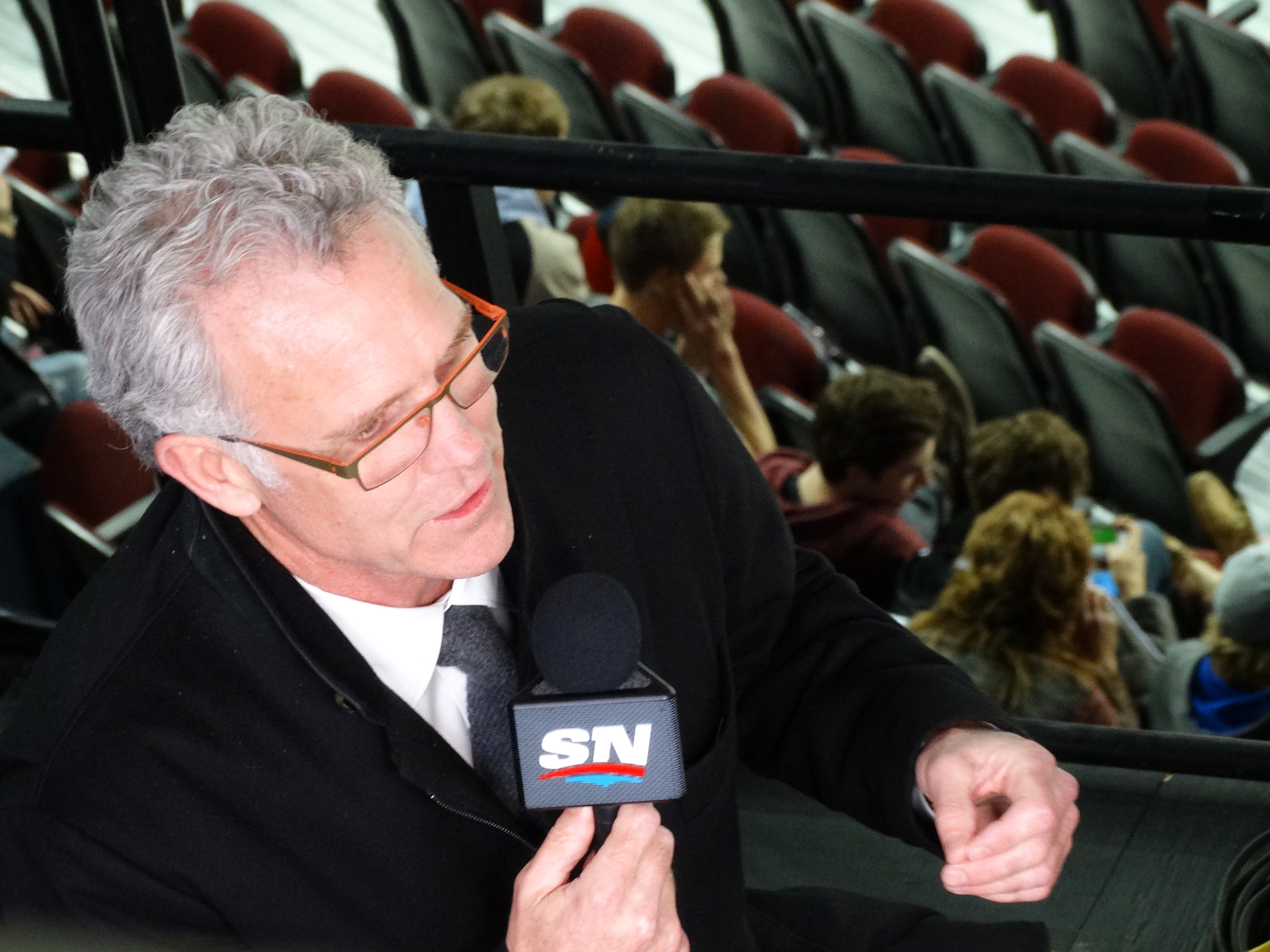
Craig MacTavish (2014)

Gleich nach Ende seiner aktiven Karriere war er als Assistenztrainer bei den New York Rangers tätig. In seinem zweiten Jahr wurde sein ehemaliger Teamkamerad aus Edmonton, Charlie Huddy, als weiterer Assistenztrainer neben ihm eingesetzt. Zur Saison 1999/2000 wechselte er zu den Edmonton Oilers als Assistent von Kevin Lowe. Ein Jahr später übernahm er den Posten als Cheftrainer und holte Charlie Huddy als Assistenten nach. In der Saison 2005/06 führte er die Oilers überraschend in die Finalspiele um den Stanley Cup. Dort unterlag sein Team jedoch den Carolina Hurricanes. Im April 2009 wurde er in Edmonton freigestellt. Bei der Eishockey-Weltmeisterschaft 2010 war er Cheftrainer der kanadischen Nationalmannschaft, die das Turnier auf dem siebten Platz beendete. Am 1. August 2011 wurde er als Cheftrainer der Chicago Wolves vorgestellt. Nach einer Saison verließ er den Posten wieder und nahm eine Stelle im Vorstand der Edmonton Oilers an.
Bei den Oilers war MacTavish von 2013 bis 2015 als General Manager tätig, ehe er nach der Saison 2014/15 durch Peter Chiarelli ersetzt wurde und anschließend bei den Oilers als  stellvertretender sportlicher Leiter (Vice-President of hockey operations) arbeitete. Ab Mai 2019 war er Cheftrainer bei Lokomotive Jaroslawl aus der KHL. Nach nur sechs Punkten aus acht Spielen wurde er im September des gleichen Jahres entlassen. Ende Dezember 2019 führte er die kanadische Auswahl zum Sieg beim Spengler Cup. Ende Februar 2020 trat er das Traineramt beim Schweizer Erstligisten Lausanne HC an. Dort er war bis Mai 2021 aktiv, ehe man ihn entließ.
Anschließend kehrte MacTavish in die NHL zurück und wurde im Juli 2022 als Assistenztrainer bei den St. Louis Blues engagiert. Dort beendete man die Zusammenarbeit allerdings bereits nach einer Saison.

## Sportliche Erfolge
- Stanley Cup: 1987, 1988, 1990 und 1994

### Persönliche Auszeichnungen
- Teilnahme am NHL All-Star Game: 1996

### Als Trainer
- Sieg beim Spengler Cup 2019